# Порфирий (Успенский)
Епи́скоп Порфи́рий (в миру Константи́н Алекса́ндрович Успе́нский; 8 (20) сентября 1804, Кострома — 19 апреля (1 мая) 1885, Москва) — епископ Русской православной церкви, епископ Чигиринский, викарий Киевской епархии. Русский востоковед, византолог, археолог и палеограф. Инициатор, организатор и первый начальник Русской духовной миссии в Иерусалиме. Почётный член Императорского православного палестинского общества.

## Биография
Родился в 1804 году в Костроме в семье причетника, обучался в Костромском училище (1813—1818) и Костромской духовной семинарии (1818—1824).
В 1825—1829 годах учился в Санкт-Петербургской духовной академии, по окончании которой пострижен, 15 сентября 1829 года, в монашество с именем Порфирий; 20 сентября был рукоположён в иеродиакона, а 25 сентября — в иеромонаха.
Был законоучителем 2-го кадетского корпуса; 1 июля 1831 года получил степень магистра богословия и 2 сентября был назначен законоучителем Ришельевского лицея в Одессе. В 1832—1835 годах был цензором Одесского цензурного комитета; 1 мая 1834 года стал настоятелем второклассного Успенского монастыря в Одессе, а 20 мая был возведён в сан архимандрита. В связи с преобразованием Ришельевского лицея по новому уставу 1837 года, был с 1 января 1838 года утверждён профессором богословия, церковной истории и церковного права лицея. Спустя полгода, 18 июля 1838 года был назначен ректором открывшейся Херсонской духовной семинарии.
15 ноября 1840 года назначен настоятелем посольской церкви в Вене. За время пребывания там архимандрит Порфирий овладел немецким языком и организовал научную экспедицию в Далмацию с целью изучению быта и письменности юго-западных славян (в том числе памятников хорватской глаголицы).
14 ноября 1842 года, согласно решению Святейшего синода, «по довольному им знанию греческого языка и по опытности в обращении с заграничными единоверцами нашими», отец Порфирий был отправлен в Иерусалим для ознакомления с жизнью православных христиан в Палестине и Сирии.
Архимандрит Порфирий был инициатором и организатором Русской духовной миссии в Иерусалиме. В 1845 году архимандрит Порфирий посетил Синайский монастырь Святой Екатерины. В монастыре он видел Синайский кодекс вместе с листами, которых Константин Тишендорф не видел в 1844 году. В 1847 году архимандрит Порфирий был назначен первым начальником Русской духовной миссии. Из Иерусалима с научными целями он совершил поездку на Афон и вторично посетил монастырь Святой Екатерины на Синае. В 1850 году архимандрит Порфирий совершил длительное путешествие в Александрию, Каир, Коптские монастыри и затем — снова в монастырь Святой Екатерины.
В монастыре св. Екатерины архим. Порфирий обнаружил глаголические рукописи XI в., имеющие большую ценность для изучения старославянского языка: Синайская Псалтырь, Синайский евхологий, Синайский служебник.
Шестилетнее пребывание архимандрита Порфирия в Иерусалиме во главе первой Русской духовной миссии оборвала начавшаяся в октябре 1853 года русско-турецкая война: 8 мая 1854 года он выехал из Иерусалима. Вывез с Ближнего Востока в Россию обширную коллекцию древних книг и рукописей, в том числе так называемое Евангелие Успенского, Порфирианский кодекс, Кодекс 080, а также несколько икон доиконоборческой эпохи из Синайского монастыря Святой Екатерины, которые завещал церковно-археологическому кабинету Киевской духовной академии (с 1940 года иконы находятся в собрании Киевского музея западного и восточного искусства имени Богдана и Варвары Ханенко).
В 1861 году вернулся из своего третьего путешествия на восток и больше не покидал Россию.
В 1865 году рукоположён во епископа Чигиринского, викария Киевской епархии.
В 1868 году перевёл на русский язык «Ерминию» Дионисия Фурноаграфиота. В 1878 году назначен членом Синодальной конторы в Москве с пребыванием в Новоспасском монастыре.
В 1878 году ушёл на покой, болел. Скончался в 1885 году и был погребён в Новоспасском монастыре.

## Труды
- «Восток христианский. Абиссиния», в: «Труды Киевской Академии», 1866.
- Мнение о синайской Библии, 1862. (полемика с Тишендорфом).
- Книга бытия моего (Дневник и автобиографические записки) в 8-ми частях (извлечение из книги, изданной имп. Палестинским общ.). СПб, 1894, 1895, 1896 (2 ч.), 1899, 1900, 1901.
- Восток христианский: а) История Афона (в 3-х книгах); б) Первое и второе путешествие в Афонские скиты и монастыри и описание скитов Афонских (в 6-ти книгах).
- Восток христианский: Путешествие в Метеорские и Особолимпийские монастыри в Фесалии в 1859 г. СПб, 1896.
- Восток христианский: Александрийская патриархя (сборник материалов, исследований и записок, относящихся до истории Александрийской епархии, т. I. СПб, 1898.
- Четыре беседы Фотия, святейшего архиепископа Константинопольского и рассуждение о них. СПб, 1864.
- О святом Кирилле, просветителе славян моравских: (Отрывок из путешествия в Афонские монастыри и скиты в 1846 г.). — Киев: Тип. Давиденко, 1877. — 32 с.
- Рас-эль-Айнские колодцы у города Тира (Журнал мин-ва нар. просв., ч. 87, кн. 7).
- Важное изобретение петерб. иконописца Алекс. Ив. Травина (Дух. беседа, 1864, т. 20, № 8).
- Сказание о православной Амидийской митрополитии в Месопотамии (Дух. беседа, 1863, т. 19, № 37).
- Священное писание у христ. женщин и библейская редкость у имп. Марии Феодоровны. СПб, 1864.
- Известие о глаголической псалтири, хранящейся в библ. Синайского м-ря (Изв. имп. археолог. общ., 1863, т. 5, в. I).
- Афон языческий. Киев, 1847.
- Восток христианский. Сирия. Киев, 1874.
- Восток христианский: Афн, Киев, 1877.
- Исповедь кающегося грешника. Архивная копия от 20 сентября 2020 на Wayback Machine СПб, 1878.
- Стихирарные пииты (Труды К. Д. А., 1878, кн. 4-7).
- Святый Дионисий Ареопагит и творения его («Чтения Московского Общества Любителей Духовного Просвещения», 1879).
- Новое слово об Афоно-Иверской иконе Богоматери (Чтен. в общ. любит. дух. просв., 1879).
- Афонские книжники: греческие писатели, переводчики и издатели (Там же, 1883, кн. 2 и 3).
- Сказание о Сирийской унии (Труды К. Д. А., 1874, кн. 9).
- История Афона (Труды К. Д. А., 1871, кн. 8).
- Абиссинцы, их церковь и религиозные обряды (Там же, 1866, кн. 3-5, 7 и 8).
- Послание иерусалим. патриархов в Грузию (Там же, 1866, кн. 1).
- Сирийская церковь (Журнал мин. народн. просвещ., 1850, ч. 56).
- Синайская обитель (Там же, 1847, ч. 55).
- Синайский полуостров (Там же, 1847, ч. 60).
- Описание монастырей Афонских в 1845—1846 гг. (Там же, 1848, ч. 55, 58).
- Указатель актов, хранящ. в обители св. горы Афонской Архивная копия от 8 февраля 2021 на Wayback Machine (Там же, 1847, ч. 55).
- Взгляд на плавание наших пароходов к берегам Афона (Листок рус. общества пароходства и торговли, 1860, № 78 и 77).
- Александрийский том о праздновании Пасхи (перепеч. в журн. мин-ва нар. просвещ., 1860, ч. 106).
- Извлечение из письма с Афона: о греческих и славянских старинных рукописях (Дух. беседа, 1859, т. VII, № 33).
- Извлечение из письма с Востока (о приобрет. 11 рукописей на пергаменте). Дух. беседа, 1859, т. VII, № 30.
- христианский: Египет и Синай. Архивная копия от 1 февраля 2021 на Wayback Machine СПб, 1857.
- Письмена Кинея Манафы на Синайских утесах. СПб, 1857.
- Вероучение, богослужение, чиноположение и правила церковного благочиния египетских христиан (коптов). СПб, 1856. Книга издана под инициалами А. П. У.
- Путешествие по Египту и в м-рь в 1845 г. СПб, 1856 (?).
- Первое путешествие в Синайский монастырь в 1845 году Архивная копия от 24 января 2021 на Wayback Machine, СПб., 1856.
- Второе путешествие в Синайский монастырь в 1850 г. Архивная копия от 1 февраля 2021 на Wayback Machine СПб, 1856.
- Восток христианский. Путешествие в метеорские и оссоолимпийские монастыри в Фессалии архимандрита Порфирия Успенского в 1859 г. Издание Императорской академии наук под редакциею П. А. Сырку. СПб, 1896
- 1‑я Маккавейская книга Архивная копия от 11 сентября 2014 на Wayback Machine//Труды Кіевской Духовной академіи, 1873, № 3, стр. 285—362.
- Архивная копия от 10 сентября 2014 на Wayback Machine 2‑я Маккавейская книга//Труды Кіевской Духовной академіи, 1873, № 9, стр. 269—323.
- Архивная копия от 11 сентября 2014 на Wayback Machine 3‑я Маккавейская книга//Труды Кіевской Духовной академіи, 1873, № 11, стр. 1—24.
- Архивная копия от 10 сентября 2014 на Wayback Machine 4‑я Маккавейская книга//Труды Кіевской Духовной академіи, 1873, № 11, стр. 69—107.
- Архивная копия от 10 сентября 2014 на Wayback Machine Образцы русскаго перевода священных книг Ветхаго Завета//Труды Кіевской Духовной академіи, 1869, стр. 4-212
- Архивная копия от 24 сентября 2015 на Wayback Machine Псалтирь в русском переводе с греческого. СПб. 1893, 243 с.